# Martí Zamora Mas
Martí Zamora Mas (Vilasar de Mar, Barcelona, España, 2 de octubre de 1989) es un entrenador de baloncesto español que actualmente es entrenador del White Wings Hanau de la ProB, la tercera división alemana.

## Trayectoria
Es un entrenador de baloncesto nacido en Vilasar de Mar, Barcelona, que comenzó a jugar en el Club Baloncesto Vilasar de Mar, en dos etapas diferentes, y pronto empezó a entrenar. En 2005 sería entrenador asistente del CB Cabrera y más tarde, del CB Argentona y CB Granollers en Primera Nacional.
Desde 2014 a 2016, trabaja como entrenador asistente del USA Toulouges de la NM2, la cuarta categoría del baloncesto francés.
Desde 2016 a 2019, trabaja con equipo de cantera del Aix Maurienne Savoie Basket.
Desde 2019 a 2021, firma como entrenador del Marseille Basketball Métropole de la NM2, la cuarta categoría del baloncesto francés.
En abril de 2021, firma como entrenador asistente del Ferroviario de Maputo, con el que disputa la Basketball Africa League.
En agosto de 2021, firma como asistente de Kamil Piechucki en el White Wings Hanau de la ProB, la tercera división alemana.
En marzo de 22, se hace cargo como primer entrenador del White Wings Hanau de la ProB, al que consigue salvar del descenso y renovar como entrenador del primer equipo alemán.

## Clubs
- 2005-2007: CB Cabrera (Asistente) (1ª Nacional)
- 2007-2009 : CB Argentona (Asistente) (1ª Nacional)
- 2009-2012 : CB Vilassar de Mar. Cantera
- 2012-2014 : CB Granollers (Asistente) (Liga EBA)
- 2014-2016: USA Toulouges (Asistente) (NM2)
- 2016-2019: Aix Maurienne Savoie Basket (Liga EBA)
- 2019-2021: Marseille Basketball Métropole (NM2)
- 2021: Ferroviario de Maputo (Asistente) (Basketball Africa League)
- 2021-2022: White Wings Hanau (Asistente) (ProB)
- 2022-actualidad: White Wings Hanau (ProB)